# Ralph
Ralph  è un nome proprio di persona inglese, tedesco e scandinavo maschile.

## Varianti
- Inglese: Ralf[1], Rafe[1]
- Lingue scandinave: Ralf[1]
- Tedesco: Ralf[1]

## Origine e diffusione
Si tratta di una forma contratta del nome Radulf (da cui l'italiano Raul), che significa "consiglio del lupo".
Fu introdotto in Inghilterra da coloni scandinavi prima della conquista normanna, e la sua diffusione aumentò in seguito ad essa. Nel Medioevo era più comune la variante Ralf, mentre verso il XVII secolo divenne più numerosa la variante Rafe, che rifletteva la sua reale pronuncia. La variante Ralph apparve invece per la prima volta nel XVIII secolo.

## Onomastico
Il nome è adespota, cioè non è portato da alcun santo. L'onomastico quindi si festeggia il giorno di Ognissanti, che è il 1º novembre. Date le comuni origini, tuttavia, si può anche festeggiare lo stesso giorno di Raul, cioè il 21 giugno in memoria di san Raoul, vescovo di Bourges.

## Persone

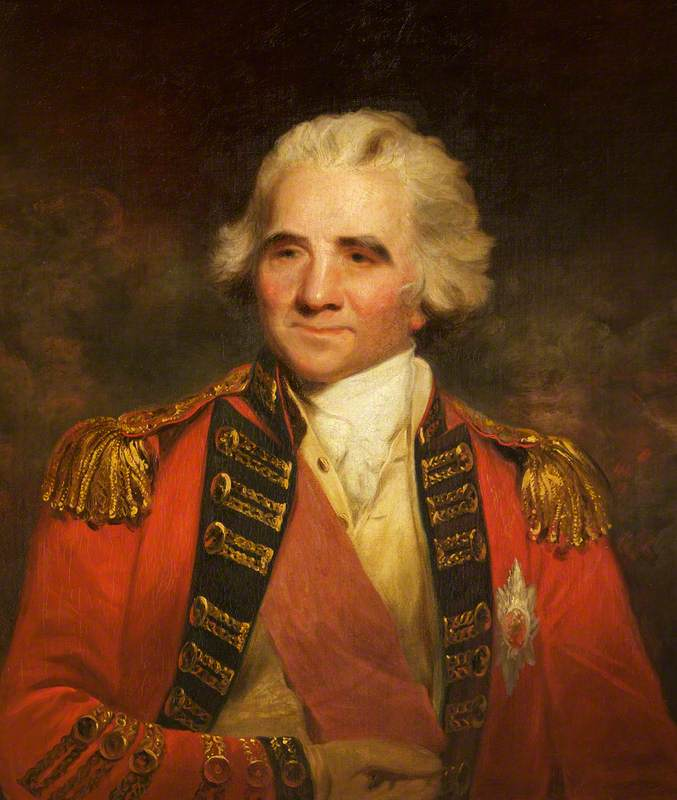
Ralph Abercromby

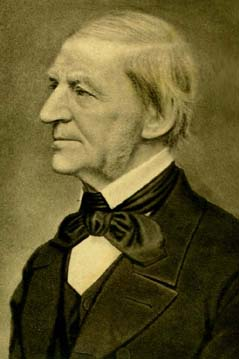
Ralph Waldo Emerson

- Ralph Abercromby, generale britannico
- Ralph Baer, inventore tedesco
- Ralph Bakshi, regista e animatore statunitense
- Ralph Bunche, politico e diplomatico statunitense
- Ralph Chubb, poeta, artista e tipografo britannico
- Ralph Cudworth, filosofo britannico
- Ralph De Palma, pilota automobilistico italiano naturalizzato statunitense
- Ralph Waldo Ellison, scrittore, saggista e critico musicale statunitense
- Ralph Waldo Emerson, scrittore, saggista e filosofo statunitense
- Ralph Fiennes, attore britannico
- Ralph Fowler, fisico e astronomo britannico
- Ralph J. Gleason, critico musicale, musicologo e saggista statunitense
- Ralph Macchio, attore e regista statunitense
- Ralph McQuarrie, artista e illustratore statunitense
- Ralph Meeker, attore statunitense
- Ralph Nader, avvocato, saggista, attivista e politico statunitense
- Ralph Richardson, attore britannico
- Ralph Ungermann, imprenditore e ingegnere statunitense
- Ralph Vaughan Williams, compositore britannico

### Variante Ralf
- Ralf Bartels, atleta tedesco
- Ralf Bißdorf, schermidore tedesco
- Ralf Bucher, calciatore tedesco

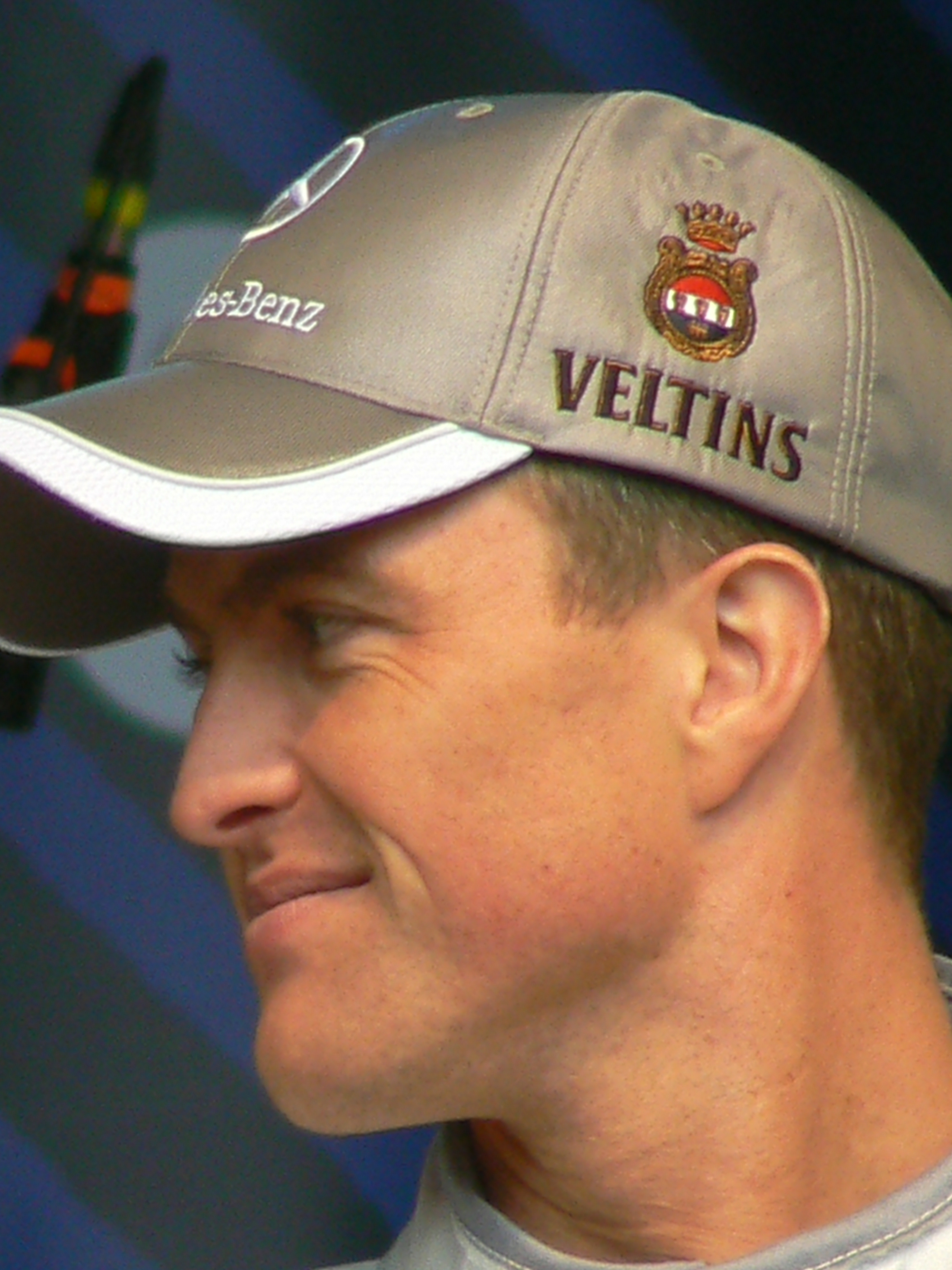
Ralf Schumacher

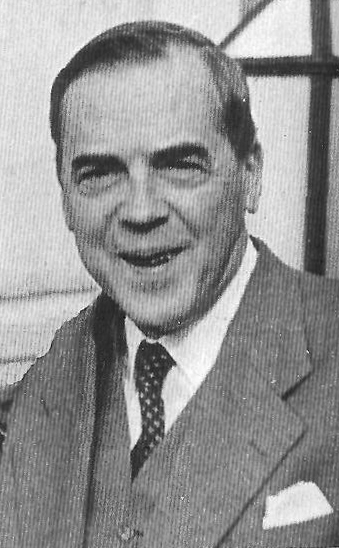
Ralf Törngren

- Ralf Dahrendorf, filosofo e sociologo tedesco
- Ralf Edström, calciatore svedese
- Ralf Eggert, trialeta tedesco
- Ralf Fährmann, calciatore tedesco
- Ralf Hütter, musicista tedesco
- Ralf König, fumettista e scrittore tedesco
- Ralf Lindermann, attore tedesco
- Ralf Minge, calciatore e allenatore di calcio tedesco
- Ralf Rothmann, scrittore, poeta e drammaturgo tedesco
- Ralf Scheepers, cantante tedesco
- Ralf Schumacher, pilota automobilistico tedesco
- Ralf Schumann, tiratore tedesco
- Ralf Törngren, politico finlandese
- Ralf Waldmann, pilota motociclistico tedesco
- Ralf Winkler, vero nome di A. R. Penck, pittore, scultore e artista tedesco

## Il nome nelle arti
- Ralph Cifaretto è un personaggio della serie televisiva I Soprano.
- Ralph Dibny, più noto come Elongated Man, è un personaggio dei fumetti DC Comics.
- Ralph Malph è un personaggio della serie televisiva Happy Days.
- Ralph Winchester è un personaggio della serie animata I Simpson.
- Ralf & Florian è un album dei Kraftwerk.
- Ralph supermaxieroe è il titolo di una serie televisiva statunitense.
- Ralph il lupo all'attacco è un videogioco per PlayStation e PC della Infogrames.
- Ralph Spaccatutto è un film d'animazione Disney e Pixar.
- Ralphie è un personaggio della webserie animata Helluva Boss.